# Herb gminy Michałowice (województwo małopolskie)
Herb gminy Michałowice – jeden z symboli gminy Michałowice, ustanowiony 30 grudnia 2003.

## Wygląd i symbolika
Herb przedstawia na tarczy koloru czerwonego dzielonej z prawa w skos srebrną linią falistą w polu górnym srebrnego orła na tarczy (symbol Związku Strzeleckiego), natomiast w polu dolnym srebrną łękawicę.